# Пасо-де-лос-Лібрес
Па́со-де-лос-Лі́́брес (ісп. Paso de los Libres) — місто в аргентинській провінції Коррієнтес. Є адміністративним центром однойменного департаменту.
У місті розташовується база авіації Національної служби гасіння пожеж і 3-тя артилерійська група Збройних сил Аргентини.

## Географія
Місто Пасо-де-лос-Лібрес розташоване в Аргентинському Межиріччі на правому березі річки Уругвай, що відокремлює Аргентину від Бразилії. На протилежному березі лежить бразильське місто Уругваяна, з яким Пасо-де-лос-Лібрес поєднує автомобільний і залізничний міст довжиною 1,5 кілометри.
Поблизу міста розташовуються озера Лагуна-Брава і Лагуна-Манса.
Загалом місцевість, де розташоване місто Пасо-де-лос-Лібрес горбиста з великою кількістю струмків і невеликих озер, щільно поросла рослинністю.

## Історія

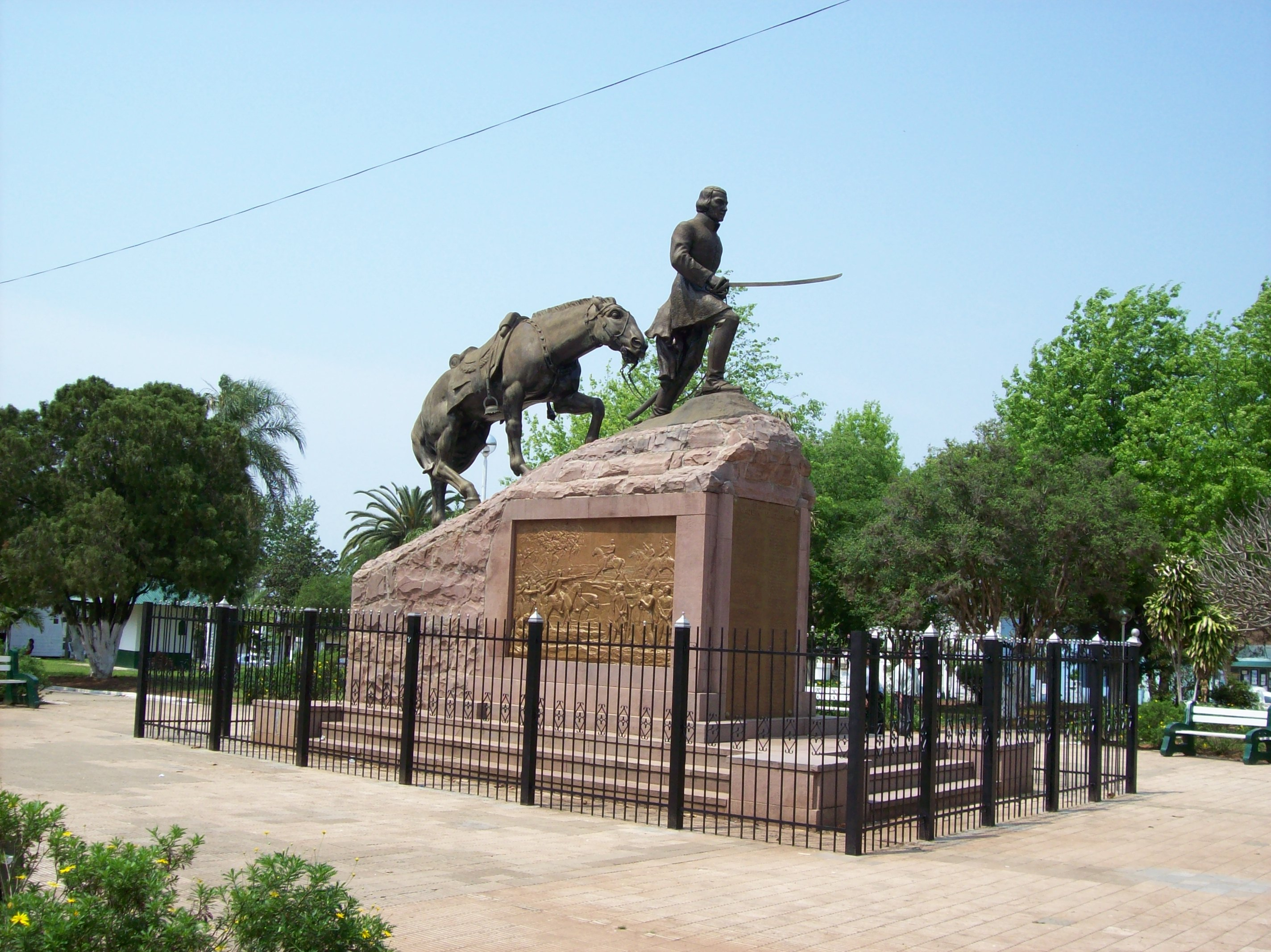
Пам'ятник генералу Мадар'язі

Місто було засновано 12 вересня 1843 року аргентинським генералом Хоакіном Мадар'ягою, який збудував тут форт для захисту берега річки Уругвай від нападів бразильців. Поселення отримало назву Пасо-де-лос-Лібрес (ісп. Paso de los Libres — Перехід вільних) на честь 108 добровольців, які підтримували Мадар'ягу у боротьбі проти прихильника Росаса губернатора провінції Педро Діонісіо Кабраля, якого було переможено 6 травня 1843 року у Битві при Лагуна-Брава. Заснування міста було одним з перших кроків генерала Мадар'яги на посаді губернатора провінції Коррієнтес, оскільки він хотів вписати в історію свою перемогу. Першим командиром форту у Пасо-де-лос-Лібресі став брат генерала Мадар'яги Антоніо.
20 червня 1896 року до порту Пасо-де-лос-Лібрес було відкрито залізничну гілку.

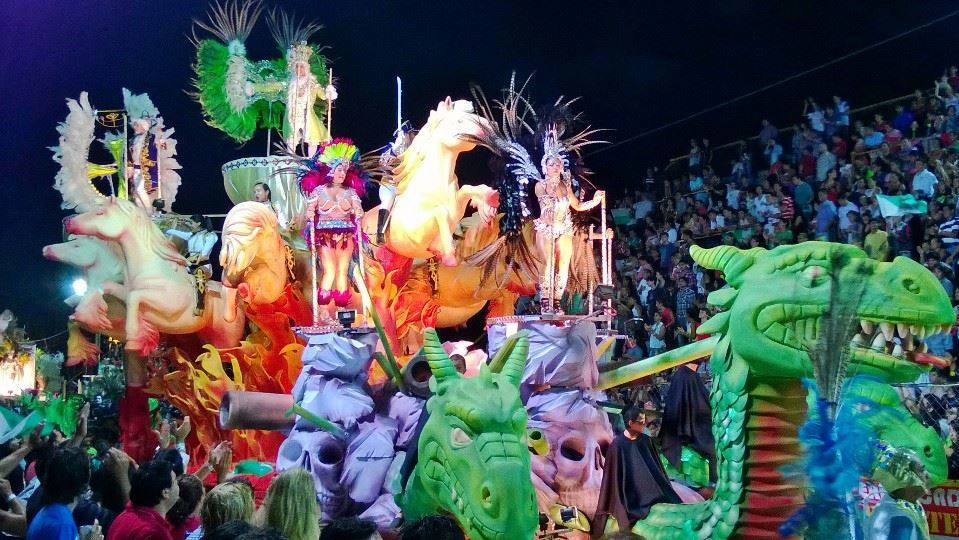
Карнавал у Пасо-де-лос-Лібресі

12 жовтня 1945 року було відкрито залізничне сполучення між Аргентиною і Бразилією мостом Пасо-де-лос-Лібрес — Уругваяна через річку Уругвай. Сам міст було офіційно відкрито 21 травня 1947 року президентами Аргентини і Бразилії.
1908 року у місті народився колишній президент Аргентини Артуро Фрондісі.
1933 року у місті відбулося організоване Громадянським радикальним союзом повстання, яке намагалося скинути владу, що стала на чолі Аргентини в результаті державного перевороту 1930 року. Повстання було придушено, а його учасників ув'язнено.
З 1948 року у місті щороку проводяться карнавали у бразильському стилі, тому Пасо-де-лос-Лібрес відомий як аргентинська столиця карнавалів.
2008 року почалися роботи з дослідження можливості побудови у Пасо-де-лос-Лібресі ще одного мосту до Бразилії, оскільки існуючий перевантажений.

## Транспорт

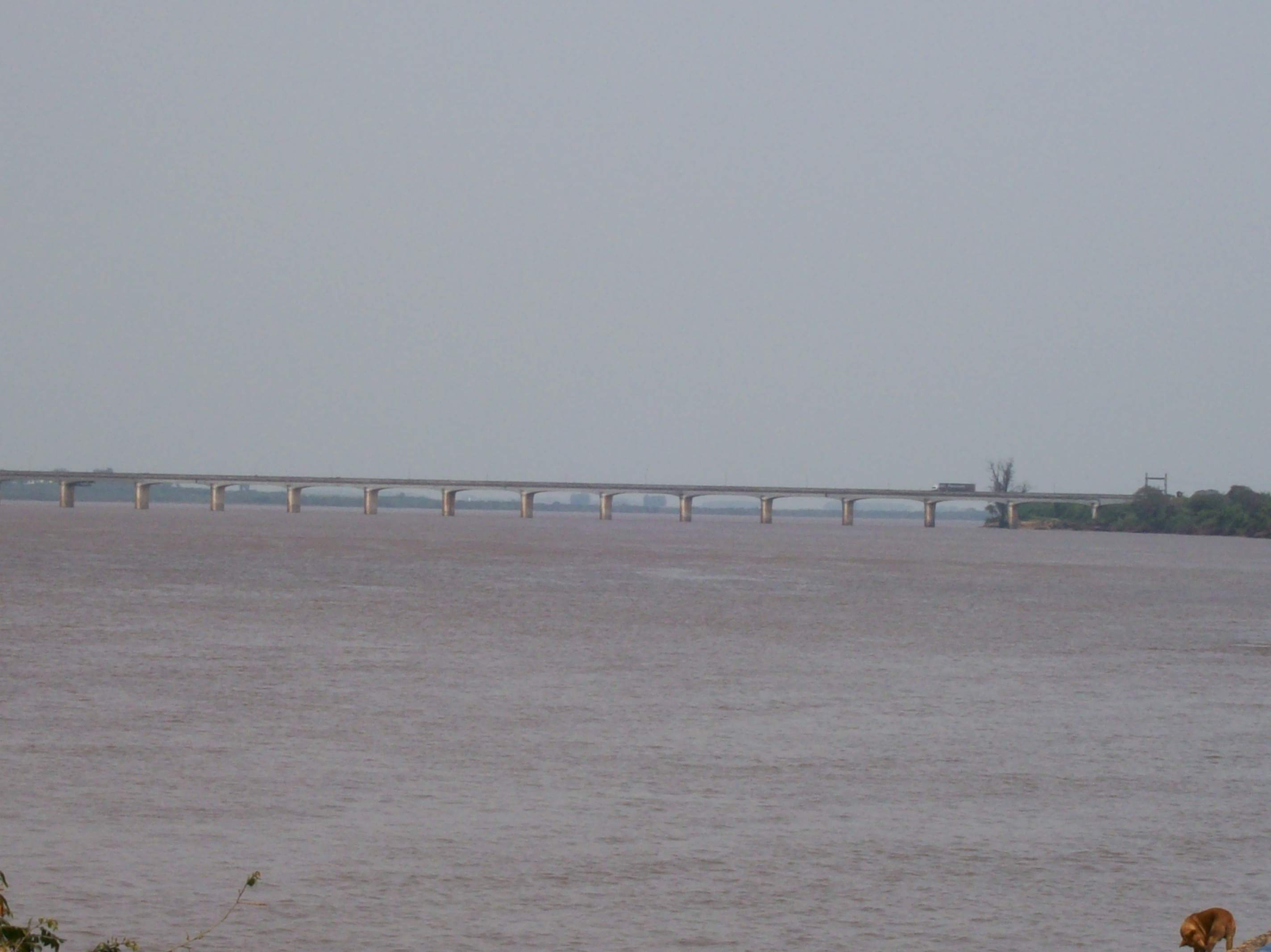
Міст Пасо-де-лос-Лібрес — Уругваяна

Місто Пасо-де-лос-Лібрес знаходиться на перетині важливих торговельних шляхів і є рівновіддаленим від столиць Аргентини, Уругваю і Парагваю. Крім того, воно розташоване на кордоні з Бразилією, з якою його поєднує автомобільний і залізничний міст, до якого з боку Аргентини можна дістатися національною автотрасою № 117. До 1997 року міст був єдиним, що перетинав річку Уругвай, тому через нього йшло 80% трафіку між Аргентиною і Бразилією. 
Також до міста сходяться національні автотраси № 14 і № 123 і провінційна автотраса № 155.
Поблизу міста розташовано міжнародний аеропорт Пасо-де-лос-Лібрес.
У місті діє залізнична станція, яка належить до залізниці ім. Уркіси і через яку до 2012 року проходив пасажирський потяг з Буенос-Айреса до Посадаса. Нині станція обслуговує лише вантажні потяги.

## Населення
Пасо-де-лос-Лібрес — третє за населенням місто провінції Коррієнтес.

## Клімат
Місто Пасо-де-лос-Лібрес знаходиться на межі між зонами субтропічного і тропічного кліматів.
| Клімат Пасо-де-лос-Лібреса (1961–1990)                                                | Клімат Пасо-де-лос-Лібреса (1961–1990) | Клімат Пасо-де-лос-Лібреса (1961–1990) | Клімат Пасо-де-лос-Лібреса (1961–1990) | Клімат Пасо-де-лос-Лібреса (1961–1990) | Клімат Пасо-де-лос-Лібреса (1961–1990) | Клімат Пасо-де-лос-Лібреса (1961–1990) | Клімат Пасо-де-лос-Лібреса (1961–1990) | Клімат Пасо-де-лос-Лібреса (1961–1990) | Клімат Пасо-де-лос-Лібреса (1961–1990) | Клімат Пасо-де-лос-Лібреса (1961–1990) | Клімат Пасо-де-лос-Лібреса (1961–1990) | Клімат Пасо-де-лос-Лібреса (1961–1990) | Клімат Пасо-де-лос-Лібреса (1961–1990) |
| Показник                                                                              | Січ.                                   | Лют.                                   | Бер.                                   | Квіт.                                  | Трав.                                  | Черв.                                  | Лип.                                   | Серп.                                  | Вер.                                   | Жовт.                                  | Лист.                                  | Груд.                                  | Рік                                    |
| Абсолютний максимум, °C                                                               | 40,6                                   | 40,4                                   | 39,5                                   | 36,7                                   | 34,4                                   | 31,5                                   | 31,4                                   | 35,6                                   | 36,4                                   | 38,3                                   | 41,6                                   | 42,0                                   | 42,0                                   |
| Середній максимум, °C                                                                 | 32,3                                   | 31,1                                   | 29,2                                   | 25,3                                   | 22,3                                   | 19,1                                   | 19,2                                   | 20,9                                   | 22,4                                   | 25,7                                   | 28,1                                   | 31,0                                   | 25,6                                   |
| Середня температура, °C                                                               | 26,2                                   | 25,2                                   | 23,3                                   | 19,6                                   | 16,5                                   | 13,6                                   | 13,6                                   | 15,1                                   | 16,7                                   | 19,8                                   | 22,3                                   | 24,9                                   | 19,7                                   |
| Середній мінімум, °C                                                                  | 20,1                                   | 19,7                                   | 17,9                                   | 14,4                                   | 11,5                                   | 8,9                                    | 9,2                                    | 10,0                                   | 11,6                                   | 14,1                                   | 16,6                                   | 18,6                                   | 14,4                                   |
| Абсолютний мінімум, °C                                                                | 10,2                                   | 10,0                                   | 5,8                                    | 3,2                                    | −0,2                                   | −4                                     | −3,5                                   | −3                                     | 0,2                                    | 2,8                                    | 6,0                                    | 8,1                                    | −3,5                                   |
| Середня кількість сонячних годин на місяць                                            | 238,7                                  | 206,2                                  | 179,8                                  | 174,0                                  | 176,7                                  | 132,0                                  | 130,2                                  | 151,9                                  | 120,0                                  | 192,2                                  | 216,0                                  | 220,1                                  | 2137,8                                 |
| Норма опадів, мм                                                                      | 135.4                                  | 144.4                                  | 163.3                                  | 170.2                                  | 123.1                                  | 81.9                                   | 90.4                                   | 84.1                                   | 133.8                                  | 151.5                                  | 143.4                                  | 117.0                                  | 1538.5                                 |
| Днів з опадами                                                                        | 8                                      | 8                                      | 8                                      | 8                                      | 6                                      | 7                                      | 8                                      | 8                                      | 9                                      | 8                                      | 8                                      | 7                                      | 93                                     |
| Вологість повітря, %                                                                  | 66                                     | 71                                     | 74                                     | 77                                     | 80                                     | 82                                     | 81                                     | 77                                     | 75                                     | 72                                     | 69                                     | 64                                     | 74                                     |
| ------------------------------------------------------------------------------------- | -------------------------------------- | -------------------------------------- | -------------------------------------- | -------------------------------------- | -------------------------------------- | -------------------------------------- | -------------------------------------- | -------------------------------------- | -------------------------------------- | -------------------------------------- | -------------------------------------- | -------------------------------------- | -------------------------------------- |
| Джерело: NOAA,, Oficina de Riesgo Agropecuario, Servicio Meteorologico Nacional, UNLP |                                        |                                        |                                        |                                        |                                        |                                        |                                        |                                        |                                        |                                        |                                        |                                        |                                        |